# Kiczorka (Cyl Hali Śmietanowej)
Kiczorka (1298 m) – szczyt w zachodniej części Pasma Policy, które w regionalizacji fizycznogeograficznej Polski według Jerzego Kondrackiego zaliczane jest do Beskidu Żywieckiego, w nowszej regionalizacji z 2018 roku do Beskidu Żywiecko-Orawskiego. Kiczorka znajduje się na zachód od Policy. W przewodnikach turystycznych i na mapach była opisywana jako Cyl Hali Śmietanowej. Drugi człon nazwy pochodził od dawniej istniejącej w jego szczytowych partiach Hali Śmietanowej. Z powodu nieopłacalności ekonomicznej dawno już zaprzestano jej użytkowania i została zalesiona. Nazwa Cyl prawdopodobnie jest przeniesieniem nazwy szczytu Małej Babiej Góry, dawniej zwanej Cylem. Na dawnych mapach Kiczorka opisywana była także jako Pięć Kopców lub Kopiste. Te nazwy pochodzą prawdopodobnie od austriackich kopców, które wyznaczały granicę z Węgrami. Nazwę Kiczorka wprowadzono niedawno i pochodzi od znajdującego się na jej północnym bocznym ramieniu szczytu Kiczorka (1012 m).
Kiczorka jest zwornikiem, gdyż od głównego grzbietu odgałęziają się na niej dwa boczne – jeden na północ, w kierunku Kiczorki (1012 m), drugi na zachód, w stronę szczytu Mosorna (dawniej Mosorny Groń). Ponadto grzbiet główny zmienia na szczycie kierunek przebiegu z równoleżnikowego na południkowy (patrząc od strony Policy skręca na południe do szczytu Pólko). Nieopodal szczytu, w punkcie widokowym znajduje się charakterystyczna formacja skalna zwana Bocianim Gniazdem. Niegdyś rozległe widoki na północne stoki Babiej Góry oraz Pasmo Jałowieckie, obecnie ograniczone przez las.
Przy szlaku turystycznym wiodącym grzbietem Pasma Policy między Kiczorką a Policą trafiają się jeszcze postawione przez Niemców podczas II wojny światowej słupki graniczne, obecnie wywrócone. Trafiają się także pojedyncze kępy kosodrzewiny.

## Szlaki turystyczne
czerwony Główny Szlak Beskidzki na odcinku Krowiarki – Polica – Schronisko PTTK na Hali Krupowej. Czasy przejścia:
- z Krowiarek 1:30 h (↓ 1.15 h)
- z Policy 0.30 h (z powrotem 0:30 h); ze schroniska 1 h (z powrotem 0:45 h)

 żółty Zawoja Podryzowane – Mosorna – Cyl Hali Śmietanowej
- z Zawoi 2:15 h (↓ 1:45 h); z Mosornej 0:45 h (↓ 0:30 h)

W okolicy szczytu przebiegają również:
 Zawoja Centrum – Kucałowa Przełęcz – Sidzina
 niebieski Zawoja Mosorne –  powyższy szlak zielony
Przez Kiczorkę biegnie granica między Zawoją w powiecie suskim i Zubrzycą Górną w powiecie nowotarskim.